# Fakijska reka
Fakijska reka (bulgariska: Факийска река) är ett vattendrag i Bulgarien.   Det ligger i regionen Burgas, i den östra delen av landet, 300 km öster om huvudstaden Sofia. Fakijska reka ligger vid sjön Mandra.
Trakten runt Fakijska reka består till största delen av jordbruksmark. Runt Fakijska reka är det ganska glesbefolkat, med 26 invånare per kvadratkilometer.